# 层孢藻属
层孢藻属（学名：Wurdemannia）为杉藻科的一个属。

## 下级分类
本属包括以下物种：
- 朱红层孢藻 Wurdemannia miniata (Spreng.) Feldmann & Hamel